# Anous
Anous là một chi chim trong họ Laridae.

## Các loài
- Anous stolidus
- Anous minutus
- Anous tenuirostris - đôi khi được xem là một phân loài của A. minutus.

## Hình ảnh

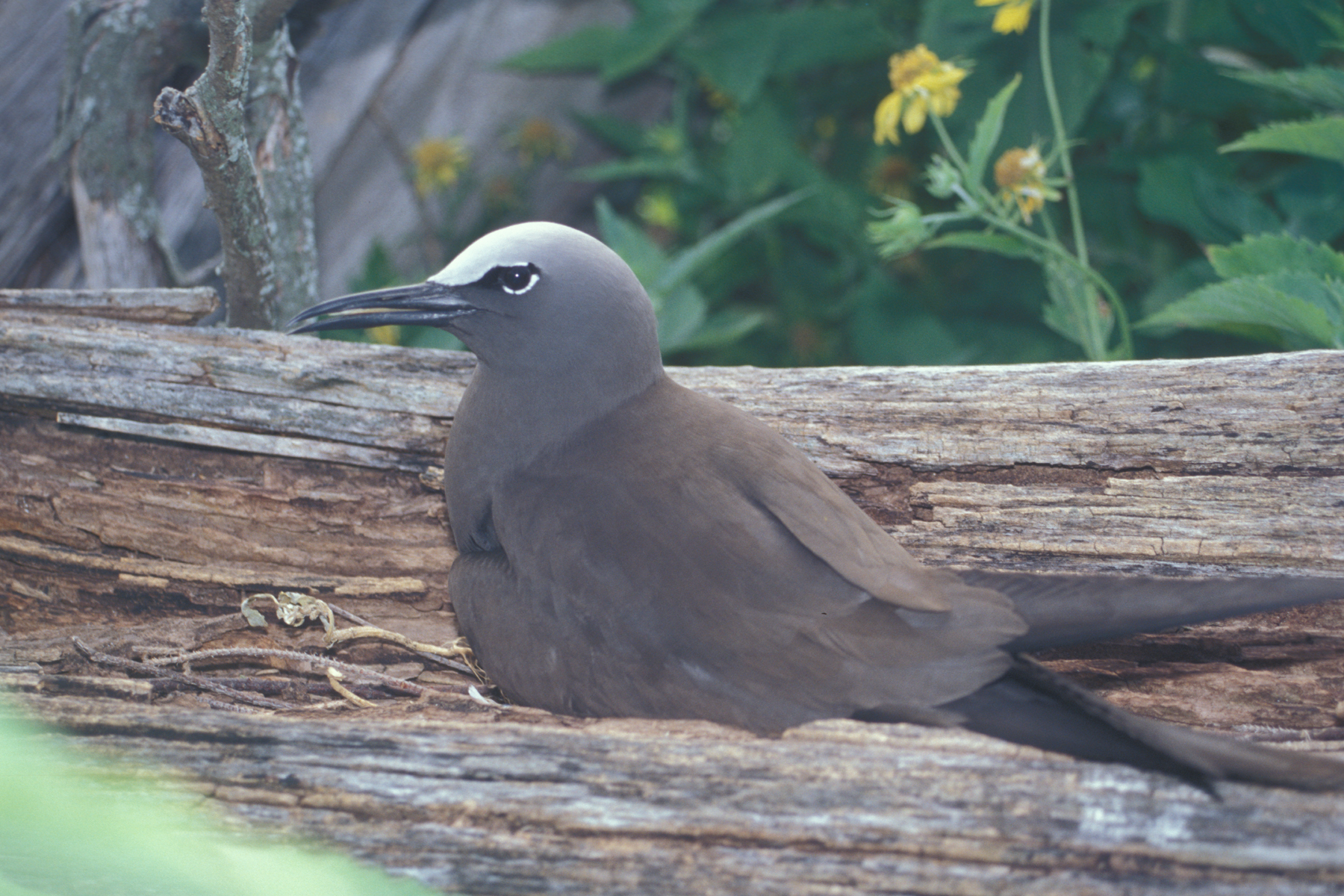
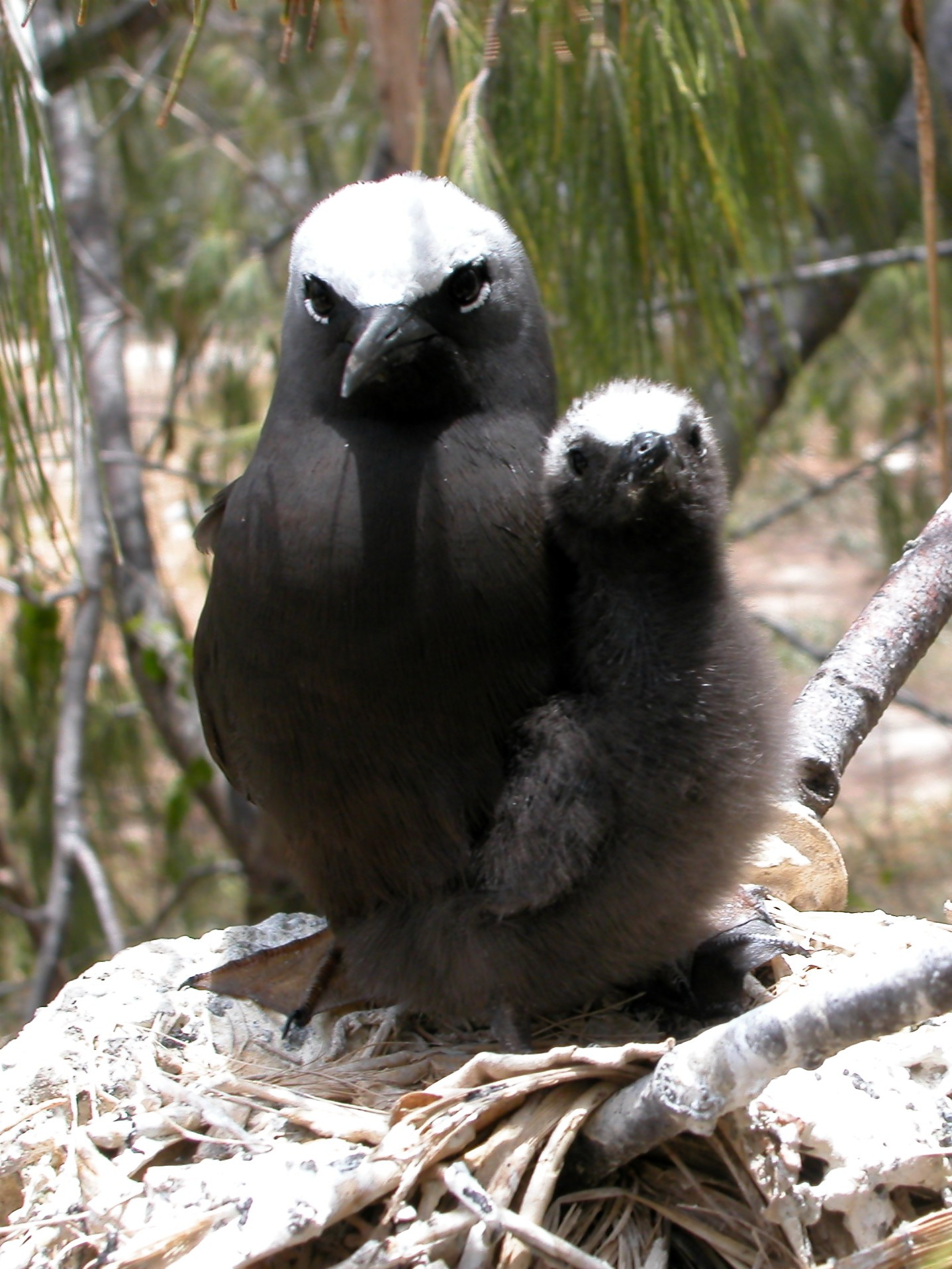
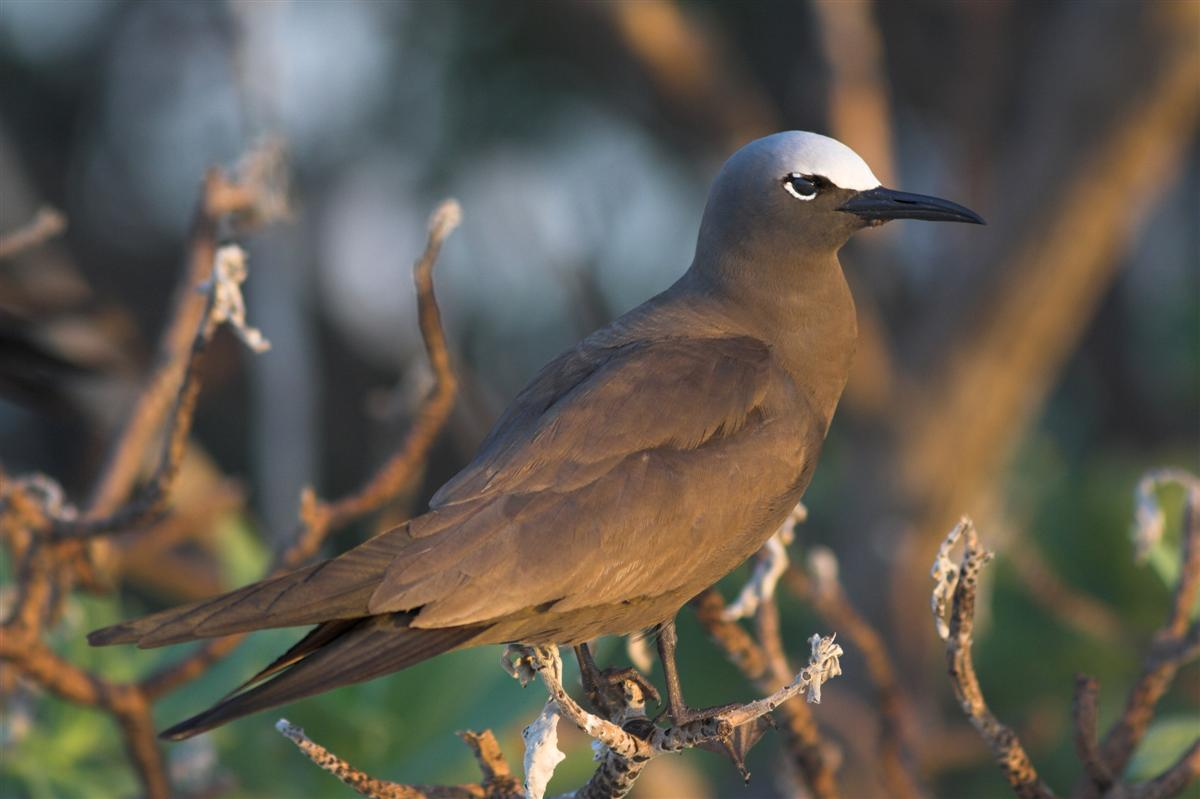
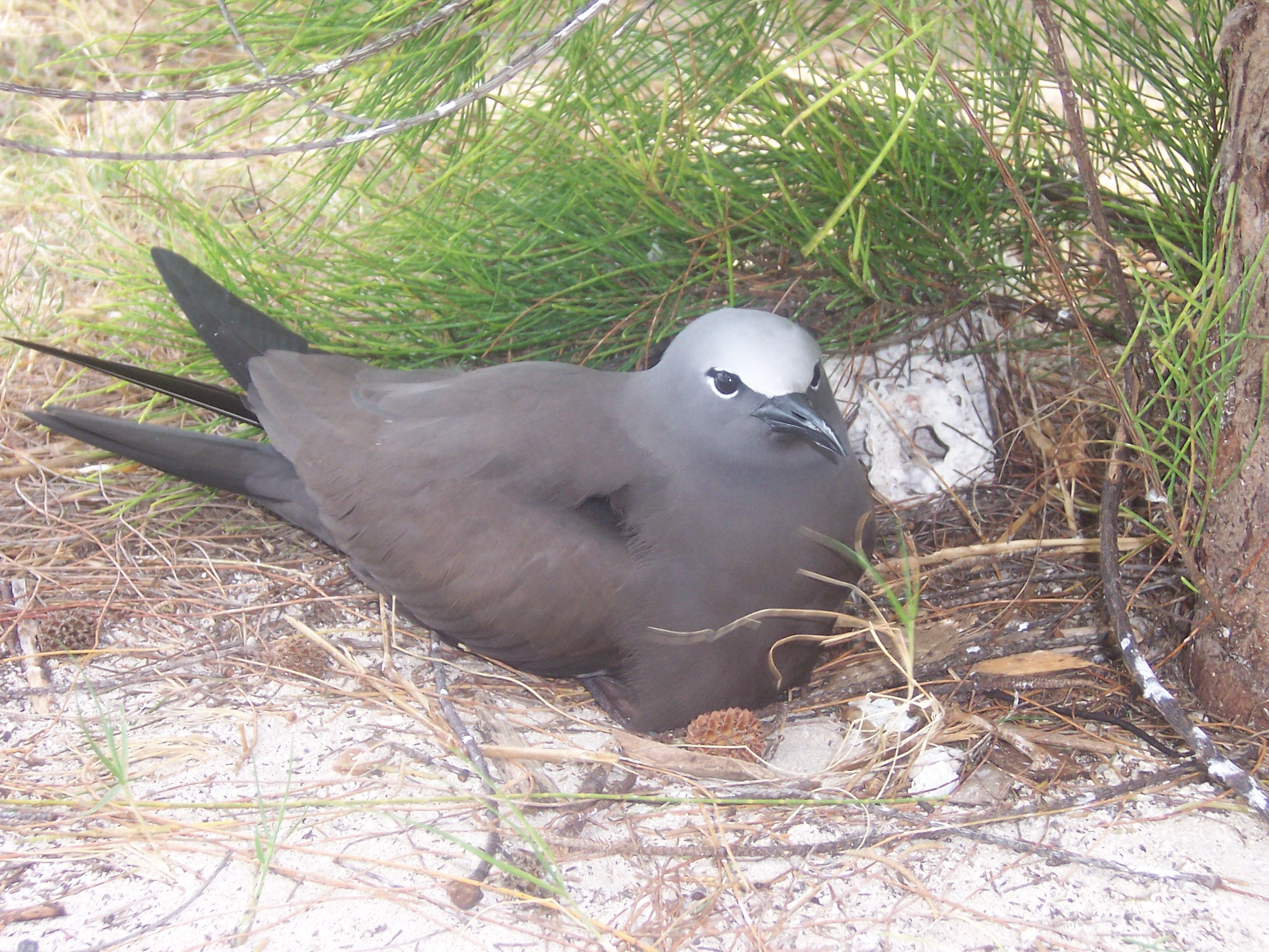
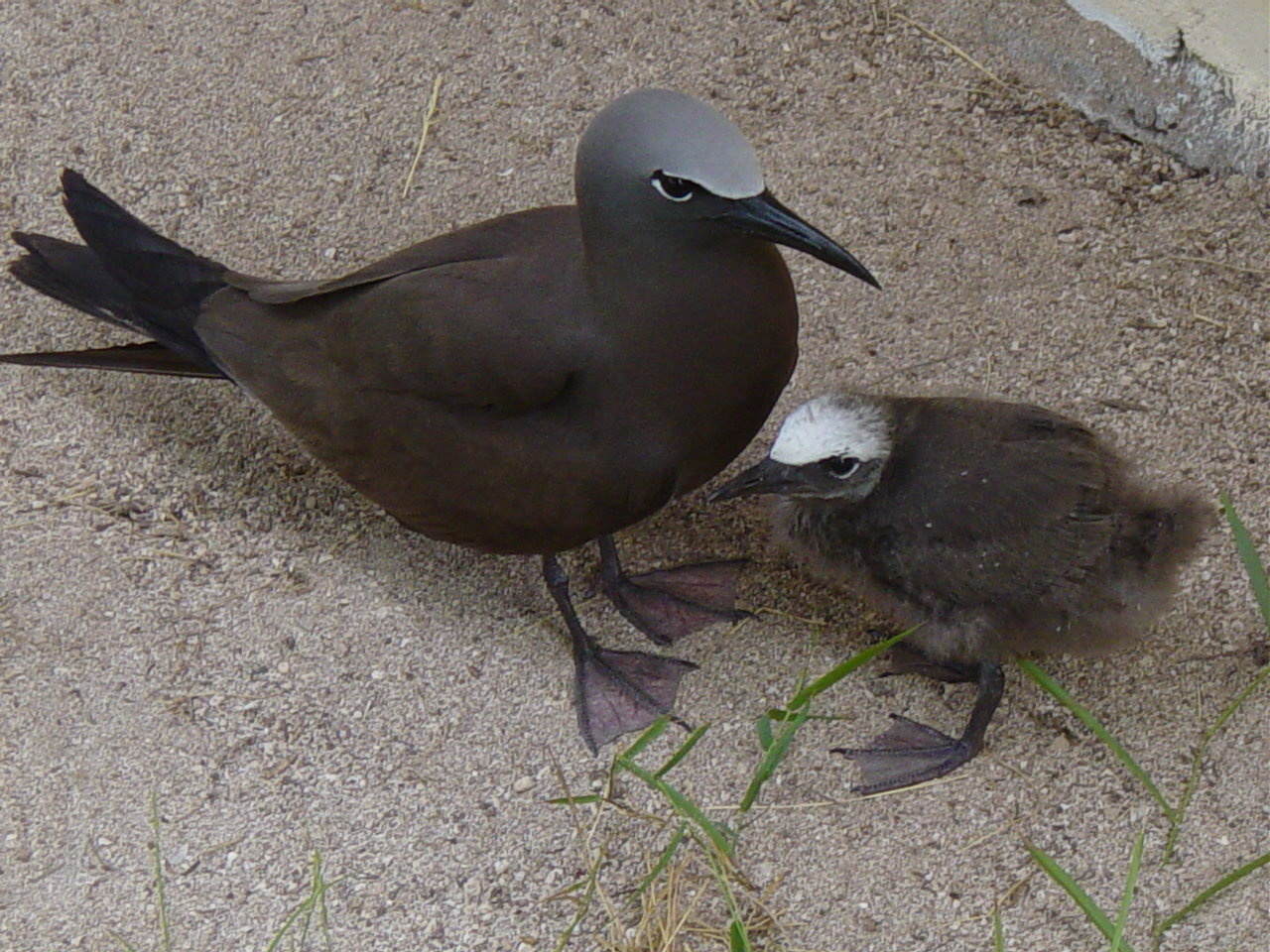
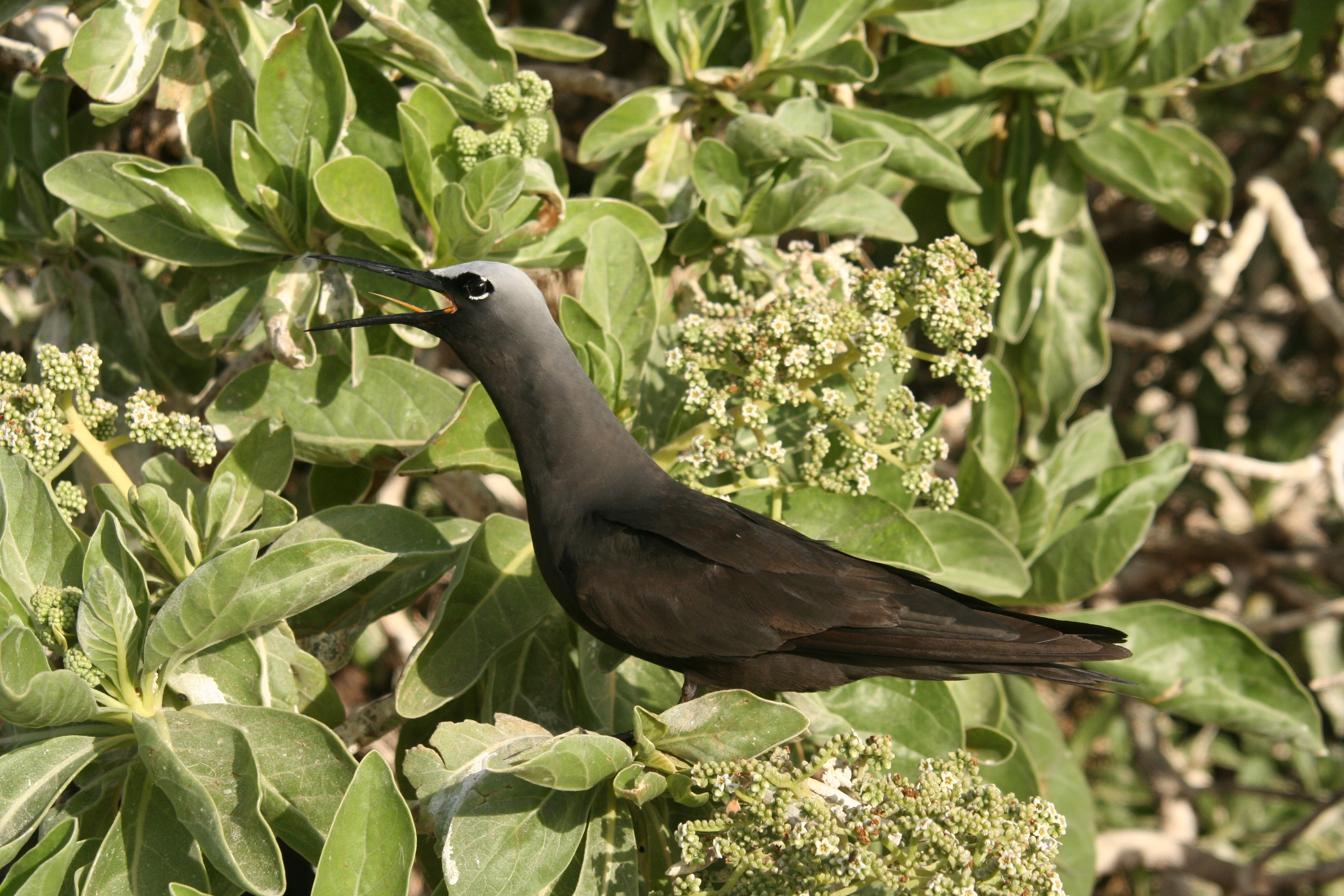